# HD 3980
HD3980 — подвійна зоря. 
Ця подвійна система має видиму зоряну величину в смузі V приблизно 5.7.
Вона розташована на відстані близько 213.3 світлових років від Сонця.

## Подвійна зоря
Головна зоря цієї системи належить до хімічно пекулярних зір й має спектральний клас A7.
В той же час спектральний клас іншої компоненти залишається  ще не визначеним.

## Фізичні характеристики
Телескоп Гіппаркос зареєстрував фотометричну змінність даної зорі з періодом    3.95 доби в межах від  Hmin= 5.78 до   Hmax= 5.76.

## Пекулярний хімічний вміст
Зоряна атмосфера HD3980 має підвищений вміст Cr  та Sr.

## Магнітне поле
Спектр даної зорі вказує на наявність магнітного поля у її зоряній атмосфері.
Напруженість повздовжної компоненти поля оціненої з аналізу
наявних ліній металів
становить 1202.1± 200.0 Гаус.